# シーライフ・ブライトン
シーライフ・ブライトン（英語: Sea Life Brighton）は、イギリス南部の町ブライトンにある水族館。営業中の水族館としては世界最古である。1872年にブライトン水族館としてオープンし、1991年にシーライフ社に買収されて現名称となった。

## 沿革
1872年、ユージェニアス・バーチの設計により開業。第一次世界大戦中の爆撃により一度焼失し、その後再建された。
営業中の水族館としては世界最古である。なお、営業していないものを含めればフランスのアルカション水族館（1867年開業）が世界で最も古い。

## 近隣の施設
- ロイヤル・パビリオン
- ブライトン・パレス・ピア（英語版）

## アクセス
- ブライトン駅から徒歩20分
- ブライトン・アンド・ホヴ・バス：「シーライフ・センター」下車すぐ